# Carrières de Notre-Dame de l'Agenouillade
Carrières de Notre-Dame de l'Agenouillade este o arie protejată (sit de importanță comunitară — SCI) din Franța întinsă pe o suprafață de 4,61 ha, integral pe uscat.

## Localizare
Centrul sitului Carrières de Notre-Dame de l'Agenouillade este situat la coordonatele 43°17′32″N 3°27′43″E / 43.29212°N 3.46198°E.

## Înființare
Situl Carrières de Notre-Dame de l'Agenouillade a fost declarat arie specială de conservare în baza directivei 92/43 din 1992 referitoare la conservarea habitatelor naturale și a faunei și florei sălbatice pentru a proteja 1 specie de plante și 1 specie de animale.

## Biodiversitate
Situată în ecoregiunea mediteraneană, aria protejată conține 1 habitat natural: Iazuri temporare mediteraneene.
La baza desemnării sitului se află mai multe specii protejate:
- plante (1): Riella helicophylla
- mamifere (1): liliac comun (Myotis myotis)

Pe lângă speciile protejate, pe teritoriul sitului au mai fost identificate 5 specii de plante, 6 specii de amfibieni, 1 specie de mamifere, 2 specii de reptile.